# Mickey Renaud Captain's Trophy
Mickey Renaud Captain's Trophy je hokejová trofej, která je každoročně udělována kapitánům týmů v lize Ontario Hockey League, kteří nejlépe ztělesňují charakter a obětavost pro tým. Trofej je pojmenována po Mickey Renaudovi, bývalém kapitánovi Windsoru Spitfires, který zemřel na náhlé onemocnění srdce v roce 2008.

## Vítězové Mickey Renaud Captain's Trophy
- 2021–22 Mark Woolley, Owen Sound Attack
- 2020–21 cena neudělena, kvůli pandemii koronaviru
- 2019–20 Ty Dellandrea, Flint Firebirds
- 2018–19 Isaac Ratcliffe, Guelph Storm
- 2017–18 Justin Lemcke, Hamilton Bulldogs
- 2016–17 Alex Peters, Flint Firebirds
- 2015–16 Michael Webster, Barrie Colts
- 2014–15 Max Domi, London Knights
- 2013–14 Matt Finn, Guelph Storm
- 2012–13 Colin Miller, Sault Ste. Marie Greyhounds
- 2011–12 Andrew Agozzino, Niagara IceDogs
- 2010–11 Ryan Ellis, Windsor Spitfires
- 2009–10 John Kurtz, Sudbury Wolves
- 2008–09 Chris Terry, Plymouth Whalers